# Якутоведение
Якутоведение — комплексная гуманитарная дисциплина, изучающая Якутию, составная часть тюркологии и североведения. Основными центрами якутоведения являются:
- Институт языков и культур народов Северо-Востока РФ, созданный в 2010 году на базе факультета якутской филологии и культуры Якутского государственного университета.
- Институт гуманитарных исследований и проблем малочисленных народов Севера СО РАН.

## Якутоведение за пределами России
Якутоведение с 2009 года изучается в университетах Франции и Германии, с 2010 года в Гарварде (США), с 2011 в Швейцарии (Цюрих), Китае (Пекинский университет), Канаде (Монреальский и Торонтский университеты).
В Норвегии с 2009 года изучается якутоведение и финансируются государством якутские школы в Осло, основанные якутскими эмигрантами.

## Известные якутоведы
- Бахрушин, Сергей Владимирович
- Иохельсон, Владимир Ильич
- Маак, Ричард Карлович
- Новгородов, Семён Андреевич
- Окладников, Алексей Павлович
- Пекарский, Эдуард Карлович
- Серошевский, Вацлав Леопольдович
- Токарев, Сергей Александрович
- Убрятова, Елизавета Ивановна
- Шуб, Теодор Абрамович